# Tagudin
Tagudin é um município de  segunda classe de renda municipal (d) na província Ilocos Sul, nas Filipinas. De acordo com o censo de 1 de maio  de  2020 possui uma população de 41 538 pessoas e 9 992 domicílios.